# Anja Boudon
Anja Boudon (* 23. Juni 1968 in Hannover) ist eine deutsche politische Beamtin. Von 2022 bis 2024 war sie Staatssekretärin im Ministerium für Landwirtschaft, Umwelt und Klimaschutz des Landes Brandenburg.

## Leben

### Ausbildung
Anja Boudon legte das Abitur am Ratsgymnasium Hannover ab und studierte ab 1987 Philosophie, Politik und Russisch und ab 1988 Betriebswirtschaftslehre an der Georg-August-Universität Göttingen. Sie schloss das Studium 1993 als Diplom-Kauffrau ab.

### Laufbahn
Anschließend trat sie in die Verwaltung der Freien und Hansestadt Hamburg ein und war dort in verschiedenen Positionen tätig. Daneben gründete und führte sie einen landwirtschaftlichen Betrieb in der Auvergne in Frankreich mit. Von 2010 bis 2013 leitete sie das Referat „Europäische Fonds für Regionale Entwicklung“ (EFRE) in der Hamburger Behörde für Wirtschaft, Verkehr und Innovation. Danach war sie von 2013 bis 2019 als Referentin für Wirtschaft, Außenwirtschaft, Binnenmarkt, Beihilfenpolitik, Industrie- und Clusterpolitik sowie Innovation in der Gemeinsamen Vertretung der Freien und Hansestadt Hamburg und Schleswig-Holsteins bei der Europäischen Union in Brüssel tätig und hatte zudem seit 2014 den Ko-Vorsitz des Arbeitskreises der Wirtschaftsreferenten der Länder inne.
Boudan leitete nach einer mehrmonatigen Abordnung an das Bundesministerium für Wirtschaft und Energie das Referat für Agrarpolitik, Agrarflächenmanagement, Fischerei und zudem kommissarisch die Abteilung für Agrarwirtschaft sowie stellvertretend das Amt Agrarwirtschaft der Hamburger Umweltbehörde. Im Januar 2021 übernahm sie dort die Leitung der Abteilung für Agrarwirtschaft und die stellvertretende Leitung des Amtes für Agrarwirtschaft.
Am 4. Januar 2022 wurde Boudon unter Minister Axel Vogel (Bündnis 90/Die Grünen) zur Staatssekretärin im Ministerium für Landwirtschaft, Umwelt und Klimaschutz des Landes Brandenburg ernannt. Sie folgte auf Silvia Bender, welche im Dezember 2021 als Staatssekretärin in das Bundesministerium für Ernährung und Landwirtschaft wechselte. Mit der Bildung des Kabinetts Woidke IV am 11. Dezember 2024 schied Boudon aus dem Amt der Staatssekretärin aus.